# Liophis flavifrenatus
Liophis flavifrenatus este o specie de șerpi din genul Liophis, familia Colubridae, descrisă de Edward Drinker Cope în anul 1862. Conform Catalogue of Life specia Liophis flavifrenatus nu are subspecii cunoscute.